# Acer grandidentatum
Acer grandidentatum Nutt., 1839 è un albero appartenente alla famiglia Sapindaceae, strettamente correlato all'acero da zucchero (Acer saccharum), del quale è talvolta considerato una sottospecie. È comune nelle zone occidentali degli Stati Uniti d'America.

## Descrizione

### Portamento
La pianta è di dimensioni piccole, fino a 12 m di altezza, con chioma espansa e cespugliosa.

### Foglie
Le foglie sono simili a quelle dell'A. saccharum ma sono più spesse e i lobi sono più ottusi. La pagina superiore è di colore verde intenso, quella inferiore bianco-bluastra. Sono opposte, semplici, tri- o pentalobate e lunghe 6–12 cm.

### Fiori
I fiori appaiono contemporaneamente alle foglie a metà primavera; sono infiorescenze in corimbi di of 5–15 fiori, di colore giallognolo-verdastro, dal diametro di 4–5 mm.

### Frutti
I frutti sono samare doppie (disamare), di colore da verde a rosaceo, che diventano bruni a inizio dell'autunno; i semi sono globulari, di 7–10 mm di diametro, con un'ala singola lunga 2–3 cm.

### Corteccia
La corteccia è di colore pallido.

## Distribuzione e habitat
L'areale  si estende dagli Stati Uniti centro-occidentali (Arizona, Colorado, Montana, New Mexico, Oklahoma, Texas, Utah) al Messico settentrionale (Sonora, Chihuahua).